# Rush Hour 3
Rush Hour 3 er den tredje film i kampsport- og thrillerserien Rush Hour med Jackie Chan og Chris Tucker i hovedrollerne. De forrige film var Rush Hour og Rush Hour 2. Det blev annonceret, at filmen var under planlægning den 7. maj 2006, og indspilningen begyndte 4. juli det samme år. Filmens handling starter i Paris, Frankrig og senere i Los Angeles, USA.
Den Oscar-vindende filmregissør Roman Polanski har en birolle som en fransk politimand, som er involveret i Lee og Carters sag. Tzi Ma har rollen som Consul Han, kendt fra Rush Hour.
Filmen havde premiere i de danske biografer 14. september 2007

## Rolleliste
| Rolle                  | Skuespiller     |
| ---------------------- | --------------- |
| Chief Inspector Lee    | Jackie Chan     |
| Detective James Carter | Chris Tucker    |
| Ambassadør Han         | Tzi Ma          |
| Genevieve              | Noémie Lenoir   |
| Kenji                  | Hiroyuki Sanada |
| Detective Revi         | Roman Polanski  |
| Reynard                | Max von Sydow   |
| Jasmine                | Youki Kudoh     |
| Soo Yung               | Zhang Jingchu   |
| George                 | Yvan Attal      |

## Eksterne Henvisninger
- Officiel hjemmeside
- Rush Hour 3 på Internet Movie Database (engelsk)
- Rush Hour 3 på Filmdatabasen
- Rush Hour 3 på Scope
- Rush Hour 3 i Svensk Filmdatabas (svensk)
- Rush Hour 3 på AlloCiné (fransk)
- Rush Hour 3 på MovieMeter (nederlandsk)
- Rush Hour 3 på AllMovie (engelsk)
- Rush Hour 3 hos American Film Institute (engelsk)
- Rush Hour 3 på Turner Classic Movies (engelsk)
- Rush Hour 3 på The Movie Database (engelsk)